# Index spotřebitelských cen
Index spotřebitelských cen (anglicky: consumer price index, odtud CPI) je cenový index, cena váženého průměrného tržního koše spotřebního zboží a služeb nakupovaných domácnostmi. Spotřební koš se pravidelně aktualizuje, aby odrážel změny ve spotřebitelských výdajových zvyklostech. Změny naměřených CPI tak sledují změny cen v průběhu času.
Změny v CPI lze použít ke sledování inflace v čase a k porovnání míry inflace mezi různými zeměmi. I když CPI není dokonalým měřítkem inflace nebo životních nákladů, je užitečným nástrojem pro sledování těchto ekonomických ukazatelů.
Pro porovnání cenového vývoje v různých evropských zemích se používá harmonizovaný index spotřebitelských cen (HICP), který se od českého indexu spotřebitelských cen metodicky liší. Hlavní rozdíl spočívá v tom, že HICP neobsahuje imputované nájemné.

## Fungování indexu
Index spotřebitelských cen je statistický odhad vytvořený na základě cen vzorku reprezentativních položek, jejichž ceny se pravidelně upravují. Subindexy se počítají pro různé kategorie a subkategorie zboží a služeb, které se kombinují tak, aby vytvořily celkový index s váhami odrážejícími jejich podíly na celkových spotřebitelských výdajích krytých indexem. Je to jeden z několika cenových indexů vypočítaných většinou národními statistickými agenturami.
Roční procentuální změna v indexu spotřebitelských cen se označuje jako míra inflace. Index spotřebitelských cen lze použít k indexování tzn. přizpůsobení skutečné hodnoty mezd, platů, regulování ceny a deflace peněžní veličiny, aby se projevily změny reálných hodnot. Ve většině zemí je index spotřebitelských cen spolu se sčítáním lidu jednou z nejsledovanějších národních ekonomických statistik.
Jelikož váhy statků jsou ve spotřebním koši počítané pro „průměrného člověka“, může se míra osobní inflace značně lišit, protože váhy jednotlivce nemusí být totožné s fiktivním průměrným člověkem. Například zvýšení spotřební daně na alkohol a tabák způsobí růst indexu spotřebitelských cen. Osobní inflaci nekouřícího abstinenta to ale nepostihne.
Pokrytí indexu může být omezeno. Výdaje spotřebitelů v zahraničí jsou obvykle vyloučeny. Výdaje návštěvníků v rámci země mohou být v zásadě také vyloučeny, pokud nejsou v praxi. Venkovské obyvatelstvo může nebo nemusí být zahrnuto, ale některé skupiny jako jsou například velmi bohatí nebo velmi chudí, mohou být vyloučeny. Úspory a investice jsou vyloučeny vždy, i když ceny zaplacené za finanční služby poskytované finančními zprostředkovateli mohou být zahrnuty spolu s pojištěním. Referenční období indexu, které bývá obvykle označované jako základní rok, se často liší jak od referenčního období váhy, tak i od referenčního období ceny. Jedná se pouze o změnu měřítka celé časové řady tak, aby se hodnota referenčního období indexu rovnala 100. Každoročně revidované váhy jsou žádoucím, ale nákladným rysem indexu. Čím starší váhy jsou, tím větší je rozdíl mezi současným výdajový vzorcem a vzorcem váženého referenčního období.
Výpočet indexu spotřebitelských cen pro jednu položku:
Aktualizované náklady (tj. cena položky v daném roce, např. cena chleba v roce 2018) se dělí cenou původního roku (cena chleba v roce 1970) a poté vynásobí stovkou.
Výpočet indexu spotřebitelských cen pro více položek:
Mnoho, ale ne všechny cenové indexy, jsou vážené průměry používající váhy, jejichž součet je 1 nebo 100.
Příklad: Ceny 85 000 položek z 22 000 obchodů a 35 000 nájemních jednotek se sčítají a průměrují. Váží se takto: Bydlení: 41,4%, Jídlo a pití: 17,4%, Doprava: 17,0%, Lékařská péče: 6,9%, Ostatní: 6,9%, Oblečení: 6,0%, Zábava: 4,4%. Do výpočtu CPI nejsou zahrnuty daně (43%).

## Česká ekonomika
Od ledna 2018 jsou indexy spotřebitelských cen počítány na základě nově zavedené klasifikace ECOICOP (evropská klasifikace individuální spotřeby podle účelu), která zavádí do spotřebního koše detailnější členění. K této změně dochází dle nařízení Evropského parlamentu a Rady EU 2016/792. Struktura publikovaných indexů zůstává zachována.
Od roku 2019 dochází k postupné implementaci „scanner dat“ (SD, dat z pokladen maloobchodních řetězců) do výpočtu inflace. Postupně SD zcela nahradila terénní sběr cen, takže už výběr položek není omezen popisem cenového reprezentanta, ale do výpočtu vstupují všechny významné položky řetězce. Výstupem jsou cenové indexy na úrovni ECOICOP5.
Podle údajů Českého statistického úřadu byly hodnoty indexu spotřebitelských cen pro českou ekonomiku v minulých letech následující:
| Rok           | 1994 | 1995 | 1996 | 1997 | 1998 | 1999 | 2000 | 2001 | 2002 | 2003 | 2004 | 2005 | 2006 | 2007 | 2008 | 2009 | 2010 | 2011 | 2012 | 2013 | 2014 | 2015 | 2016 | 2017 | 2018 | 2019 | 2020 | 2021  |
| CPI [%]       | 10,0 | 9,1  | 8,8  | 8,5  | 10,7 | 2,1  | 3,9  | 4,7  | 1,8  | 0,1  | 2,8  | 1,9  | 2,5  | 2,8  | 6,3  | 1,1  | 1,4  | 1,9  | 3,3  | 1,4  | 0,4  | 0,3  | 0,7  | 2,5  | 2,1  | 2,8  | 3,2  | 5,8** |
| CPI_10 )* [%] | -    | -    | -    | -    | -    | -    | -    | -    | -    | 6,0  | 5,3  | 4,5  | 3,9  | 3,3  | 2,9  | 2,8  | 2,5  | 2,3  | 2,4  | 2,5  | 2,3  | 2,1  | 2    | 1,9  | 1,5  | 1,7  | 1,9  | 2,3** |

* CPI_10: průměrná hodnota indexu spotřebitelských cen za 10 let (klouzavý průměr)
** Hodnota k říjnu 2021